# Erberto d'Auxerre
Erberto o Eriberto d'Auxerre (... – Toucy, 23 agosto 995) è stato un vescovo franco.
Fu vescovo di Auxerre.

## Origine
Era figlio illegittimo del Marchese di Neustria demarcus, conte d'Orleans e conte di Parigi (dal 936 chiamato duca dei Franchi) e futuro duca di Borgogna, Ugo il Grande, e della sua concubina di nome Ringarda, di cui non si conoscono gli ascendenti, come è riportato nelle Gesta pontificum Autissiodorensium.

## Biografia
Il padre, che alla nascita di Erberto, come duca dei Franchi, era il nobile più potente di Francia, riuscì a espandere i propri domini e i suoi titoli divenendo anche duca d'Aquitania (solo titolare; avrebbe dovuto conquistarsela, ma non vi riuscì) e l'erede del ducato di Borgogna (riuscì ad essere duca di Borgogna, nel 956, poche settimane prima di morire).
Erberto divenne vescovo di Auxerre l'8 gennaio 971.
Durante il suo episcopato, Erberto, nella sua diocesi, si fece costruire due castelli, uno a Toucy e l'altro a Saint-Fargeau dove si poteva ritirare per dedicarsi alla caccia.
Si ammalò nel castello di Toucy, e pare che abbia rifiutato di essere trasferito ad Auxerre dove poteva essere curato, e a Toucy morì, il 23 agosto 995.
Dopo la sua morte, come è riportato nelle Gesta pontificum Autissiodorensium, fu rimpiazzato da Giovanni, figlio di Ansaldo e di Ringarda, che l'abate Jean Lebeuf definisce di umili origini, mentre lo storico Bouchard insinua che fosse fratello uterino di Erberto.

## Discendenza
Di Erberto non si conosce alcuna discendenza.

## Ascendenza
|                        |   |                              | Genitori               |  |  | Nonni |  |  | Bisnonni         |  |  | Trisnonni |  |
|                        |   |                              |                        |  |  |       |  |  | Roberto il Forte |  |  | …         |  |
|                        |   |                              |                        |  |  |       |  |  | Roberto il Forte |  |  | …         |  |
|                        |   | …                            |                        |  |  |       |  |  | Roberto il Forte |  |  |           |  |
| Roberto I di Francia   |   |                              |                        |  |  |       |  |  | Roberto il Forte |  |  |           |  |
|                        |   | Adelaide d'Alsazia           | Ugo di Tours           |  |  |       |  |  |                  |  |  |           |  |
|                        |   | Adelaide d'Alsazia           | Ugo di Tours           |  |  |       |  |  |                  |  |  |           |  |
|                        |   | Adelaide d'Alsazia           | Ava/Bava               |  |  |       |  |  |                  |  |  |           |  |
| Ugo il Grande          |   | Adelaide d'Alsazia           |                        |  |  |       |  |  |                  |  |  |           |  |
|                        |   | Erberto I di Vermandois      | Pipino I di Vermandois |  |  |       |  |  |                  |  |  |           |  |
|                        |   | Erberto I di Vermandois      | Pipino I di Vermandois |  |  |       |  |  |                  |  |  |           |  |
|                        |   | Erberto I di Vermandois      | …                      |  |  |       |  |  |                  |  |  |           |  |
| Beatrice di Vermandois |   | Erberto I di Vermandois      |                        |  |  |       |  |  |                  |  |  |           |  |
|                        |   | Liutgarda o Berta de Morvois | …                      |  |  |       |  |  |                  |  |  |           |  |
|                        |   | Liutgarda o Berta de Morvois | …                      |  |  |       |  |  |                  |  |  |           |  |
|                        |   | Liutgarda o Berta de Morvois | …                      |  |  |       |  |  |                  |  |  |           |  |
| Erberto d'Auxerre      |   | Liutgarda o Berta de Morvois |                        |  |  |       |  |  |                  |  |  |           |  |
|                        | … | …                            |                        |  |  |       |  |  |                  |  |  |           |  |
|                        | … | …                            |                        |  |  |       |  |  |                  |  |  |           |  |
|                        | … | …                            |                        |  |  |       |  |  |                  |  |  |           |  |
| …                      | … |                              |                        |  |  |       |  |  |                  |  |  |           |  |
|                        |   | …                            | …                      |  |  |       |  |  |                  |  |  |           |  |
|                        |   | …                            | …                      |  |  |       |  |  |                  |  |  |           |  |
|                        |   | …                            | …                      |  |  |       |  |  |                  |  |  |           |  |
| Ringarda               |   | …                            |                        |  |  |       |  |  |                  |  |  |           |  |
|                        |   | …                            | …                      |  |  |       |  |  |                  |  |  |           |  |
|                        |   | …                            | …                      |  |  |       |  |  |                  |  |  |           |  |
|                        |   | …                            | …                      |  |  |       |  |  |                  |  |  |           |  |
| …                      |   | …                            |                        |  |  |       |  |  |                  |  |  |           |  |
|                        |   | …                            | …                      |  |  |       |  |  |                  |  |  |           |  |
|                        |   | …                            | …                      |  |  |       |  |  |                  |  |  |           |  |
|                        |   | …                            | …                      |  |  |       |  |  |                  |  |  |           |  |
|                        |   | …                            |                        |  |  |       |  |  |                  |  |  |           |  |

### Letteratura storiografica
- Louis Halphen, Francia: gli ultimi carolingi e l'ascesa di Ugo Capeto (888-987), in «Storia del mondo medievale», vol. II, 1999, pp. 635–661
- (FR)  Abate Lebeuf L'Histoire civile et ecclésiastique d'Auxerre e de son ancien Diocèse, tome premier.